# Ippa plana
Ippa plana är en fjärilsart som beskrevs av Edward Meyrick 1920. Ippa plana ingår i släktet Ippa och familjen äkta malar. Inga underarter finns listade i Catalogue of Life.